# Rappel-baies
Rappel-baies (Member Berries en VO) est le premier épisode de la vingtième saison de la série d'animation américaine South Park. Il est diffusé pour la première fois sur Comedy Central le 14 septembre 2016,,. Cet épisode introduit les thématiques centrales de cette saison que sont les méfaits de l'anonymat et du trollage sur Internet, la nostalgie, les reboots et  l'élection présidentielle américaine de 2016. Il traite également des protestations durant l'hymne américain entamées par Colin Kaepernick et d'autres sportifs.

## Résumé
Un match de l'équipe féminine de volley a lieu dans le gymnase de l'école de South Park. Pour une fois, le public est au rendez-vous, mais la plupart des spectateurs ne sont venus que pour savoir combien de joueuses protesteront contre l'hymne américain quand il sera joué avant le match. Randy Marsh a même parié pour l'occasion.
Depuis quelque temps, les filles de l'école sont harcelées sur le forum de l'établissement par un troll misogyne dont le pseudo est "Piègeàmorues42" ("ShankHunt42" en VO). C'est la raison pour laquelle plusieurs s'assoient pendant l'hymne national. Mais le public n'est guère intéressé par les raisons de leur geste, et déserte le gymnase lorsque la musique s'arrête.
De son côté, le Congrès des États-Unis est préoccupé par les protestations qui se multiplient à chaque fois que l'hymne est joué, et décide de faire appel à J. J. Abrams, le réalisateur spécialisé dans les reboots, pour qu'il propose une nouvelle version de la musique qui ne dérangera plus personne.
Plus tard, le représentant d'un institut de sondage sonne chez Randy pour lui demander si, aux élections qui approchent, sa famille votera pour le "sandwich au caca" (Hillary Clinton et le Parti démocrate) ou la "poire à lavement" (M. Garrison et le Parti républicain). Randy déclare que toute la famille votera "sandwich au caca" sans demander l'avis de sa femme Sharon, qui se met en colère. 
Voyant Randy stressé par la campagne présidentielle, Stephen Stotch lui fait la promotion des "mémo-myrtilles" ("member berries" en VO). Ces fruits semblables à des grappes de raisin ont des grains vivants qui passent leur temps à répéter des phrases nostalgiques et relaxantes, sur des vieux films ou des vieilles séries par exemple. Randy commence par être détendu, mais déchante en entendant le discours des fruits virer vers la politique et le conservatisme, acclamant les Années Reagan et regrettant l'invasion des immigrés mexicains ou encore le mariage gay. Il arrête aussitôt d'en manger.
Du côté de Garrison et de sa directrice de campagne Caitlyn Jenner, tout se passe pour le mieux, mais le candidat se rend compte qu'il n'a pas de programme clair pour gouverner le pays en cas de victoire, et ne peut même pas tenir ses promesses. Refusant d'abandonner, car cela le ferait passer pour un "parfait connard", il décide de saboter sa campagne pour faire en sorte qu'Hillary Clinton gagne les élections.
Apprenant que le nouvel hymne national sera diffusé lors d'un match de football américain entre les 49ers de San Francisco et les Panthers de la Caroline, Garrison décide d'y assister, tout comme Clinton, et de choquer le pays en restant assis durant la musique. Il est dépité de voir que le reboot d'Abrams permet simplement à chacun de choisir comment il souhaite honorer l'hymne, en étant debout, assis ou un genou à terre.
À l'école de South Park, Kyle essaye de convaincre les autres garçons de lutter contre les trolls sur Internet, et suspecte Cartman d'être Piègeàmorues42. Il n'a cependant aucune preuve, et l'intéressé dément, bien qu'il n'aide pas son cas en continuant à dénigrer l'équipe féminine de volley et en prétendant avoir été battu par les filles par vengeance. Il essaye de faire croire qu'elles lui ont dessiné un vagin avec des testicules sur le visage, mais ne trompe personne bien longtemps.
À la fin de l'épisode, le père de Kyle, Gerald, se connecte au forum de l'école pendant la nuit, et commence ses ravages en tant que Piègeàmorues42...